# Musicotheologie
Der Begriff „musico theologia“ bzw. (eingedeutscht) Musicotheologie ist in Verbindung der Begriffe Musik und Theologie gebildet worden. Er erscheint 1738 bei Lorenz Christoph Mizler, möglicherweise angeregt durch Andreas Werckmeister. Zum Verständnis dieses Begriffs ist der geistesgeschichtliche Kontext von Bedeutung: Das Fach Theologie war zu dieser Zeit noch nicht abgegrenzt von dem des sich erst später etablierenden Faches Religionswissenschaft. Die „musica theologia“ Mizlers wird vielmehr im Rahmen der Physikotheologie und in der deutschen Aufklärung insbesondere der theologia naturalis des Philosophen Christian Wolff verständlich.
Mizlers musica theologia bzw. musico theologia entstand ebenfalls im Zusammenhang mit dem Buch von William Derham (1657–1735): Astrotheology; or, A demonstration of the being and attributes of God, from the survey of the heavens, London 1715. Dieses Werk erschien in der Übersetzung von Johann Albert Fabricius mit dem Titel Astro-Theologie oder himmlisches Vergnügen in Gott, Hamburg 1732. Ebenso wie hier Gottesbeweise im Rahmen natürlicher Erscheinungen aufgeführt sind, wollte auch Mizler diese im Kontext der Musik aufzeigen. Auch in seinem Vorlesungskonzept beschrieb Mizler sein auf der natürlichen Theologie basierendes Konzept.
Zwar erschien der von Mizler geprägte Theologie-Begriff hier nicht mehr explizit, aber der Gedanke, Musik mit natürlicher Theologie zu verbinden, wurde beibehalten. Demnach können die Quellen für göttliche Offenbarungen auch non-verbaler Natur sein. Dabei betonte Mizler den Zahlencharakter der Musik und berief sich auf die pythagoreisch-platonische Tradition, die sein ganzes musiktheoretisches Werk durchzieht. Die Verbreitung dieser Philosophie empfand man als Konkurrenz zur traditionellen biblischen Offenbarungstheologie und so wurde im Universallexikon Zedlers die Befürchtung geäußert, dass Anhänger des »heydnischen« Pythagoras »ihrem alten Lehrmeister eine solche Göttlichkeit in ihrem Ursprung, Qualitäten, Eigenschaften, Verrichtungen und Lehren, beylegten, welche sie unserem theuersten Heyland entgegensetzen und dadurch den Grundstein der Christlichen Religion über einen Hauffen werffen könnten«. Der vernehmbare Klang der Musik sei allerdings nach Mizlers Vorstellung nicht als direktes Abbild der göttlichen Herrlichkeit aufzufassen, sondern vermittele nichts Geringeres als ein Schattenbild, denn im „Himmel“ existiere eine „unaussprechliche Musik“. Ähnliche Gedanken erscheinen in dem mittelalterlichen Werk speculum musicae des Jakobus von Lüttich. In einer geistreichen Analyse spricht Aertsen von einer "Metamusik" des Jakobus von Lüttich, die sich auf die Gottesschau und die Trinität bezieht. Im Gegensatz zu dem „Gott der Philosophen“, dem seit Blaise Pascal der Geschmack der lediglich rationalen Gotteserkenntnis anhaftet, sind die göttlichen Offenbarungen der Musik auch emotional wahrnehmbar.
Einige Jahre nach Mizlers Ausführungen veröffentlichte Johann Michael Schmidt 1754 in Leipzig das Buch Musico-theologia, oder Erbauliche Anwendung musicalischer Wahrheiten [Musico-theologia. Oder, Anleitung zur Erkänntniss Gottes und seines Willens aus der Music]. Er zitierte mehrfach aus Mizlers Musikalische Bibliothek, die er offensichtlich gut kannte. Schmidt setzt allerdings andere Akzente als Mizler, denn für jenen hat die pythagoreisch-platonische Tradition eine geringere Bedeutung, denn man könne beispielsweise die Sphärenharmonie nicht nachweisen. Auch in Johann Sebastian Bachs Anmerkungen in den drei Bänden seiner „Calov-Bibel“ deutet sich ein sakramentales Verständnis der Musik im Sinne einer Musico-Theologie an. Bachs oft zitierte dortige Anmerkung zu 2. Chronik 5,13 bezieht sich nicht nur auf die Vokalmusik, sondern ganz im Sinne der zeitgenössischen Konzepte einer Natürlichen Theologie auch auf Instrumentalmusik: „NB. Bey einer andächtigen Musique ist Gott allezeit mit seiner Gnaden Gegenwart.“ Die oben genannten Autoren Mizler und Schmidt wirkten im unmittelbaren Umfeld Bachs in Leipzig. Nach Dammann könne man „mit Sicherheit annehmen, daß die Traktate Werckmeisters bei ihrer großen Verbreitung auch zum Bestande der Bibliothek J.S.Bachs gehört haben oder daß ihm zumindest deren Inhalt vertraut gewesen ist.“
Der Gedanke, Musik als eigenständige Offenbarungsquelle zu betrachten, führte um 1800 zum Begriff der „Kunstreligion“, wobei nachfolgend die deutsche romantische Musik von dem Gedanken getragen wurde, die Musik sei „die heilige unter den Künsten“ (Hugo von Hoffmansthal).